# Atheris hirsuta
Atheris hirsuta là một loài rắn trong họ Rắn lục. Loài này được Ernst & Rödel mô tả khoa học đầu tiên năm 2002.